# Clonaria lineata
Clonaria lineata är en insektsart som först beskrevs av Gray, G.R. 1835.  Clonaria lineata ingår i släktet Clonaria och familjen Diapheromeridae. Inga underarter finns listade i Catalogue of Life.